# Narcissistic Cannibal
«Narcissistic Cannibal» (с англ. — «Нарциссический Каннибал») — второй сингл калифорнийской ню-метал-группы Korn из десятого студийного альбома, The Path of Totality. В нем снова представлен продакшн американского продюсера и исполнителя Skrillex, а также Kill The Noise. Сингл был выпущен на радио Active rock и Mainstream rock 18 октября, 2011. После него последовал цифровой релиз 24 октября, 2011. Сингл был выпущен на радио Modern rock 8 ноября, 2011. Сделан совместно с Skrillex и Kill The Noise.
Песня была доступна для бесплатной загрузки в качестве WAV файла на официальном сайте Korn с 13 октября по 16 октября.

## Композиция
Джонатан Дэвис отзывается о песне:
Это обо мне, наблюдающем за столь самовлюбленными людьми, которые разрушают себя. Они, в основном, едят себя заживо из-за их нарциссизма. Это и есть суть истории.

## Видеоклип
Коллектив снял музыкальное видео для песни 27 сентября, 2011 в легендарном Roxy Theatre в Голливуде. Первые 125 появившихся фанатов бесплатно посещают съемку. Клип был спродюсирован и срежиссирован ShadowMachine Films, также известными по телевизионной программе Adult Swim, Робоцып и Moral Orel. Видеоклип был выпущен официально 21 октября, 2011.

## Список композиций
Цифровой сингл
1. «Narcissistic Cannibal» (альбомная версия) — 3:14

Мини-альбом с ремиксами
1. «Narcissistic Cannibal» (Dirty Freqs Dub)
2. «Narcissistic Cannibal» (Dirty Freqs Mix Show Remix)
3. «Narcissistic Cannibal» (Adrian Lux & Blende Remix)
4. «Narcissistic Cannibal» (Andre Giant Remix)
5. «Narcissistic Cannibal» (Dave Audé Club Mix)
6. «Narcissistic Cannibal» (Dave Audé Dub)
7. «Narcissistic Cannibal» (Dave Audé Radio Mix)
8. «Narcissistic Cannibal» (J. Rabbit Remix)

## Позиции в чартах
«Narcissistic Cannibal» дебютировала под номером 42 в чарте журнала Billboard Rock Songs на дату выпуска 5 ноября 2011 года. Композиция дебютировала под номером 34 в Alternative Songs на следующей неделе.

### Чарты
| Название чарта (2011—2012)                     | Пиковая позиция |
| ---------------------------------------------- | --------------- |
| Канада (Billboard Canadian Hot 100)            | 97              |
| Канада Active Rock (America’s Music Charts)    | 32              |
| Финляндия (Suomen Virallinen lista)            | 2               |
| США Rock (Official Charts Company)             | 2               |
| США Bubbling Under Hot 100 Singles (Billboard) | 17              |
| США Active Rock (Billboard)                    | 5               |
| США Alternative Songs (Billboard)              | 18              |
| США Dance/Club Play Songs (Billboard)          | 31              |
| США Rock Songs (Billboard)                     | 15              |
| США Mainstream Rock (Billboard)                | 6               |
| Венесуэла Pop Rock General (Record Report)     | 16              |